# Ràfting
El ràfting o davallada de barrancs o en aigües vives és un esport consistent en davallar per aigües braves en una llanxa pneumàtica, amb l'ajuda de pales, esquivant les roques del camí i evitant en tot moment la caiguda dels embarcats a l'aigua.
L'embarcació, tipus zodiac, és molt segura i té una gran resistència als cops. La capacitat és de sis o vuit persones, que van assegudes a les vores de la llanxa. Els tripulants disposen d'unes subjeccions per als peus, per la qual cosa és realment fàcil de mantenir l'equilibri quan arriben els sots i els bruscs moviments del corrent.
Durant el trajecte que es fa en el riu normalment en companyia d'un o dos monitors, aquests es col·loquen a la part posterior de l'embarcació per a pilotar-la. La seva funció és de marcar la via amb la pala i donar les instruccions necessàries a la resta del grup per a avançar riu avall. No és un esport gaire arriscat. La caiguda a l'aigua no sol representar cap problema, puix que els navegants van amb l'equipament habitual d'un casc, armilla salvavides i amb vestit i botes de neoprè.